# پاول پاولنکو
پاول پاولنکو (روسی: Павел Павлович Павленко؛ ‏ ۲۰ سپتامبر ۱۹۰۲ – ۹ مارس ۱۹۹۳) بازیگر اهل امپراتوری روسیه بود.
از فیلم‌ها یا برنامه‌های تلویزیونی که وی در آن نقش داشته‌است، می‌توان به دوئل، جک فراست، برادران کارامازوف، و شاعر گلینکا اشاره کرد.